# Pedro Penzini Fleury
Pedro Penzini Fleury (22 de noviembre de 1936 - 27 de agosto de 2010) fue un locutor de radio y escritor venezolano.

## Biografía
Estudió Farmacia y Química, en Estados Unidos y realizó las equivalencias en Venezuela. En Venezuela, comenzó a trabajar en diario El Nacional, escribiendo sobre deportes y luego sobre temas internacionales. Paralelamente ingresó en la Cámara Venezolana de la Industria Farmacéutica. La constancia en su desempeño lo llevó hasta la presidencia de El Nacional, que ejerció por 10 años, y a la de la Cámara Venezolana de la Industria Farmacéutica, donde permaneció durante 15 años.
También fue presidente de la Federación Latinoamericana de la Industria Farmacéutica y del Bloque Venezolano de Prensa y, uno de los directores de la Sociedad Interamericana de Prensa. En aquel momento, aprovechaba sus viajes para cultivar relaciones en ambos campos, Fundó una agencia de noticias con Reuters, denominada Latin Reuters.
En RCTV condujo junto a Rosana Ordóñez el espacio matutino Lo de hoy, y realizó micros de salud, mientras dirigía industrias vinculadas a productos farmacéuticos y veterinarios, hasta que decidió venderlas para retirarse.
Se desempeñó como presidente de la Liga Especial de Baloncesto y formó parte de la Liga Profesional de Béisbol.
Sobre su oficio periodístico, decía que «la política es sólo un sector de la noticia. Hay programas dedicados únicamente a deportes, política o farándula, pero creo que a la gente le gusta enterarse de lo que sucede mientras se pasea por diversos temas».
Siempre interesado en la salud y en el no fumar, falleció de cáncer de médula en el Centro Médico de San Bernardino en Caracas-Venezuela el 27 de agosto de 2010, a los 73 años.